# Правдино (Болгария)
Правдино (болг. Правдино) — село в Болгарии. Находится в Ямболской области, входит в общину Стралджа. Население составляет 136 человек.

## Политическая ситуация
Правдино подчиняется непосредственно общине и не имеет своего кмета.
Кмет (мэр) общины Стралджа — Митко Панайотов Андонов (Болгарская социалистическая партия (БСП)) по результатам выборов в правление общины.

## Галерея

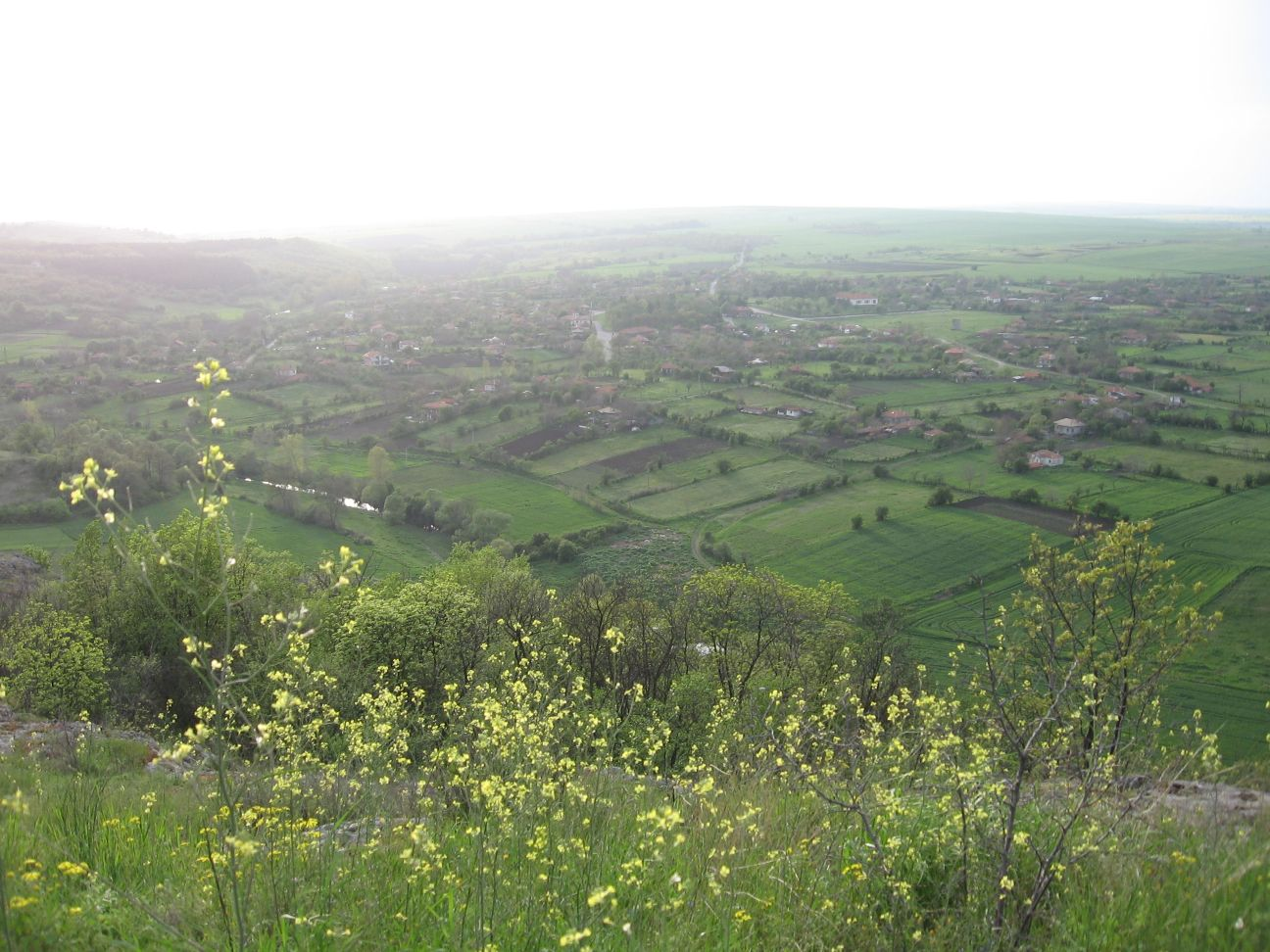
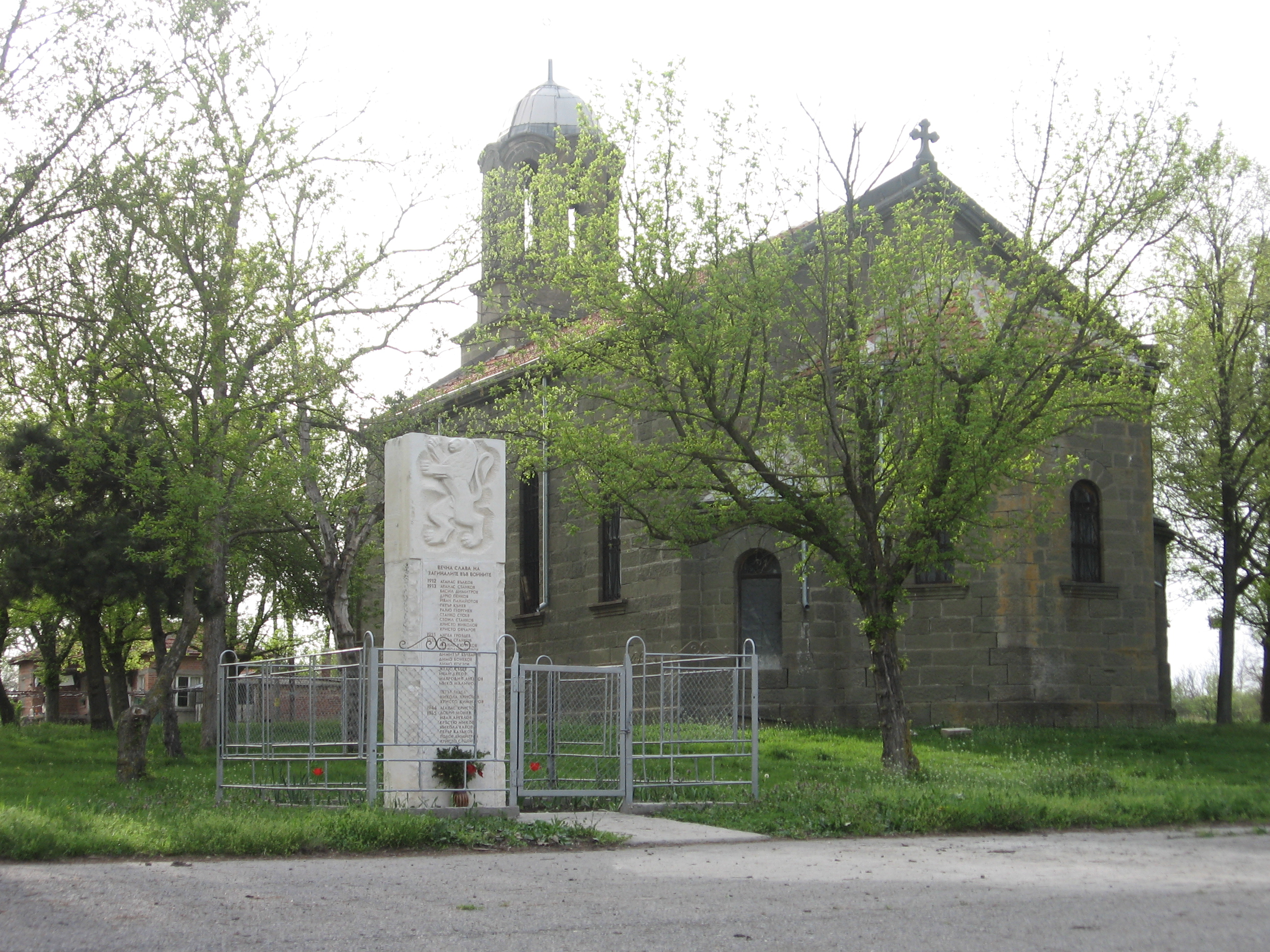
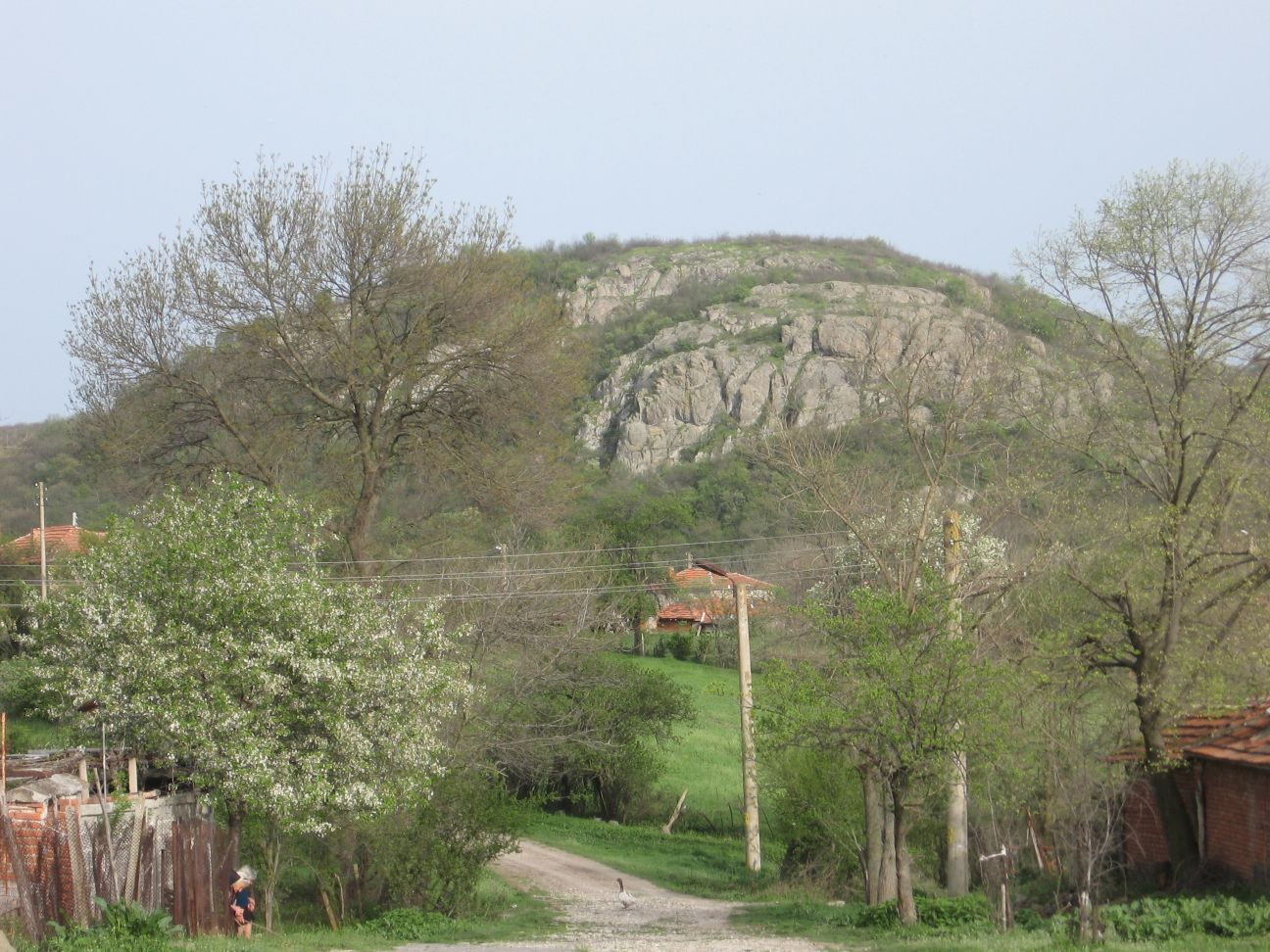
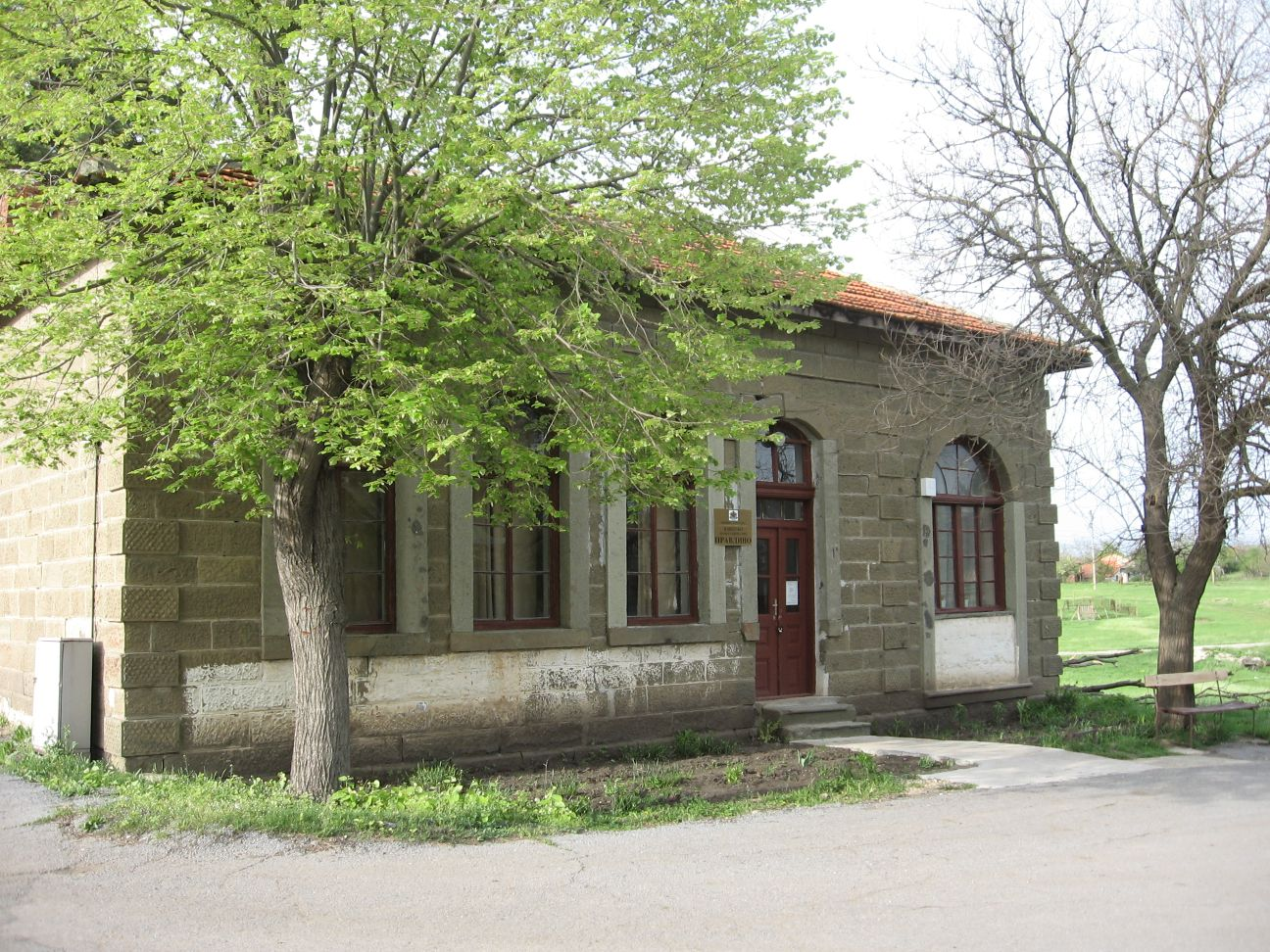